# Artashavan
Artashavan (in armeno Արտաշավան?; precedentemente Ilanchalan) è un comune dell'Armenia di 624 abitanti (2001) della provincia di Aragatsotn. Il paese contiene le rovine di una chiesa del VII secolo.